# Władca ksiąg
Władca ksiąg (ang. The Pagemaster) – amerykański film animowany przygodowy fantasy w reżyserii Pixote’a Hunta, z sekwencjami aktorskimi w reżyserii Joego Johnstona.
Głównym bohaterem jest bojaźliwy chłopiec, w którego się wcielił Macaulay Culkin. Pewnego razu, gdy chroniąc się w bibliotece przenosi się do czarodziejskiej krainy książek, gdzie uczy się jak być odważnym.
Film trafił do kin 23 listopada 1994 roku. W 1997 roku Imperial Entertainment wydał film w Polsce na kasetach VHS z lektorem. Wersja dubbingowa miała premierę 1 czerwca 2000 roku na antenie TVP1, nagranym przez Telewizyjne Studia Dźwięku, wyreżyserowanym przez Dorotę Kawęcką. W tej wersji był na kanałach Cartoon Network i Boomerang. Telewizja TVN również wyemitowała ten film, ale w wersji lektorskiej.

## Fabuła
10-letni Richard Tyler panicznie boi się wszystkiego, od jazdy na rowerze, poprzez wchodzenie do domku na drzewie, a skończywszy na zasypianiu w ciemności. Często używa statystyk jako wymówek, aby unikać wszystkiego, co wydaje mu się ryzykowne. Jego zmartwieni rodzice próbują na wiele sposobów zwiększyć jego odwagę, ale bezskutecznie. Richard zostaje wysłany przez ojca po zakup gwoździ do budowy domku na drzewie. Zostaje złapany przez silną burzę i uciekający chłopiec znajduje schronienie w ogromnej bibliotece. Spotyka pana Deweya, ekscentrycznego bibliotekarza, który upiera się, że chłopiec przyszedł po specjalną książkę i zakłada mu kartę biblioteczną. Richard wyjaśnia, czemu tu się znalazł i prosi o telefon, by zadzwonić do rodziców.
Dewey wyjaśnia jak dotrzeć do budki telefonicznej. Niechętny Richard kieruje  się przez budynek, aż trafia na dużą rotundę. Malunek na rotundzie spływa z sufitu i zalewa bibliotekę i Richarda, zamieniając go w ilustrację. Zjawia się Władca ksiąg, przedstawiający się jako ich opiekun i strażnik słowa pisanego, którego podobizna widniała na rotundzie. Richard pyta o drogę do wyjścia, więc Władca ksiąg kieruje go przez dział literatury, mówiąc że czekają go trzy próby. Richard spotyka dwie antropomorficzne książki – Przygodę, awanturniczką książkę przygodową o wyglądzie pirata oraz Bajeczkę, opiekuńczą książkę z baśniami przypominającą wróżkę. Będąc dawno niewypożyczanymi, zgadzają się pomóc Richardowi, jeśli ten ich wypożyczy.
Cała trójka trafia do działu horroru, gdzie znajdują wyjście znajdujące się za strasznym domem. Spotykają Horrorka, kolejną antropomorficzną książkę, która mimo strasznego wyglądu i tematyki grozy ma łagodne usposobienie. Richard z książkami wchodzi do domu, w który należy do doktora Jekylla. Początkowo przyjacielski Jekyll proponuje wszystkim podejrzane drinki, po czym po wypiciu elksiru zmienia się w swoje złe alter ego – pana Hyde’a i chce wszystkich pozabijać. Richardowi i książkom udaje się zbiec Hyde’owi i wydostać się z jego domu. Wyjście znajduje się na wodach działu przygód. Richard z książkami wypływa na fale i trafia na wielorybników pod wodzą kapitana Ahaba obsesyjnie polującego na kaszalota Moby Dicka. W wyniku ataku Moby Dicka łódź Richarda się rozbija.
Po Horrorku i Bajeczce nie ma śladu, a Richard i Przygoda trafiają na pokład Hispanioli, okrętu należącym do Długiego Johna Silvera i jego piratów. Hispaniola dobija do wyspy skarbów, gdzie ma być zakopane złoto. Piraci ze złością odnajdują tylko jedną monetę i ma dojść do buntu. Sytuację ratują wciąż żywi Horrorek i Bajeczka, a Richard zdobywa się na odwagę, sprzeciwiając się Silverowi i grożąc mu pirackim mieczem. W końcu Richard i książki kierują się bliżej wyjścia przechodząc przez dział baśni. Wyjście znajduje się na szczycie góry strzeżonej przez straszliwego smoka. Chłopiec ma okazję wejść przez wyjście, ale decyduje się ratować swych książkowych przyjaciół przed smokiem i staje do walki z nim. Smok go połyka, lecz Richard znajduje w jego żołądku książki i korzystając z baśni o zaczarowanej fasoli, ucieka tytułową fasolą przez paszczę smoka. Ratując książkowych przyjaciół wspina się po łodydze fasoli prosto do drzwi wyjściowi.
Wszyscy stają przed obliczem Władca ksiąg, którego Richard z gniewem oskarża o wielokrotne narażenie życia. Władca ksiąg wyjawia chłopcu, że celowo wyprawił go do świata książki, by ten pokonał swe lęki. Postacie literackie spotkane przez Richarda chwalą go za odnalezienie w sobie odwagi. Richard zostanie przeniesiony przez Władcę ksiąg z powrotem do świata rzeczywistego. Richard budzi się i znajduje obok siebie Przygodę, Bajeczkę i Horrorka jako prawdziwe książki. Chociaż polityka biblioteki pozwala na wypożyczenie dwóch książek, pan Dewey w drodze wyjątku pozwala zabrać chłopcu wszystkie trzy książki. Odważny Richard wraca do domu i ku radości swych rodziców decyduje spędzić noc w domu na drzewie. 

## Obsada
- Macaulay Culkin – Richard Tyler
- Christopher Lloyd –
  - Władca Ksiąg (głos),
  - pan Dewey
- Patrick Stewart – kapitan Przygoda (głos)
- Whoopi Goldberg – Bajeczka (głos)
- Frank Welker –
  - Horrorek (głos),
  - smok (głos)
- Ed Begley Jr. – Alan Tyler
- Mel Harris – Claire Tyler
- Leonard Nimoy – dr Jekyll / pan Hyde (głos)
- George Hearn – kapitan Ahab (głos)
- Jim Cummings – Długi John Silver (głos)
- Phil Hartman – Tom Morgan (głos)
- Ed Gilbert – George Merry (głos)
- B.J. Ward – Królowa Kier (głos)

Źródło:

## Wersja polska
Opracowanie: Telewizyjne Studia Dźwięku

Reżyseria: Dorota Kawęcka

Dialogi: Halina Wodiczko

Tłumaczenie: Mirosław Michalczak

Dźwięk:
- Wiesław Jurgała,
- Katarzyna Paluchowska

Montaż: Danuta Rajewska

Tekst piosenki: Wiesława Sujkowska

Opracowanie muzyczne: Eugeniusz Majchrzak

Kierownictwo produkcji: Kamila Garczyńska

Wystąpili:
- Marcin Jakimiec – Richard Tyler
- Marek Bargiełowski –
  - Władca ksiąg,
  - pan Dewey
- Marcin Troński – kapitan Przygoda
- Stanisława Celińska – Bajeczka
- Jerzy Bończak – Horrorek
- Jacek Rozenek – Alan Tyler
- Ewa Kania – Claire Tyler
- Wojciech Paszkowski – doktor Jekyll / pan Hyde
- Janusz Bukowski – Kapitan Ahab
- Edward Dargiewicz – Długi John Silver
- Mieczysław Morański – Tom Morgan
- Michał Zieliński – George Merry
- Joanna Węgrzynowska –
  - głos infolinii,
  - Królowa Kier
- Kacper Kuszewski – Humpty Dumpty
- Marcin Przybylski
- Leszek Zduń
- Andrzej Jabłonowski

i inni
Wykonanie piosenki: Ewa Konstancja Bułhak

Lektor: Krzysztof Mielańczuk